# Terezinha
Terezinha is een gemeente in de Braziliaanse deelstaat Pernambuco. De gemeente telt 6.774 inwoners (schatting 2009).